# Daniel De Nève
Daniel De Nève, né en 1961 à Charleroi, plus connu pour sa fonction de Commandant De Nève, est un officier de l'ex-gendarmerie belge et présentateur de l'émission Contacts sur la RTBF entre 1990 et 2001.

## Biographie
Daniel De Nève est le fils d'un enseignant et officier de réserve qui l'inspire. En effet, dès son enfance, il souhaite devenir officier de gendarmerie. Il s'engage dans une formation en criminologie à l'École royale militaire, puis une formation à l'école royale de la gendarmerie.
Au terme de sa formation en 1984, il est nommé au grade de sous-lieutenant. En 1985, il produit ses premiers billets radiophoniques pour la RTBF. Il reprend les rênes de l'émission Contacts sur la RTBF en novembre 1990. La presse lui donne rapidement le surnom de « fer de lance de la sécurité routière » ou encore de « Monsieur Sécurité »,,. Il veille à ce que l'émission évolue en coordination avec les campagnes de l'Institut Belge de la Sécurité Routière. Il parvient également à renouveler l'image de la gendarmerie tout en l'accompagnant de bonhomie.
Ses talents de présentateurs le rendent rapidement très populaire au point que l'humoriste Manu Thoreau crée l'émission parodique Faux contact dont il incarne un personnage directement inspiré de Daniel De Nève. L'expression comique « Et Bardaf, c'est l'embardée » sera alors autant associée à l'émission parodique qu'à Daniel De Nève et rejoint le langage courant belge,,,.
En novembre 2001 il cède sa place à Olivier Quisquater. Il est promu au grade de Commandant en second de l'Unité Provinciale de circulation du Brabant.
Au terme de sa collaboration avec la RTBF, il retourne à son rôle opérationnel au sein de la police belge et cumule plusieurs fonctions à haute responsabilités telles que commissaire et chef de division. Il intègre la police des autoroutes à Battice en 2020.
Le 22 avril 2016, à l'occasion de la 2000e de l'émission Contacts, il réintègre exceptionnellement l'équipe aux côtés des autres présentateurs,.